# مدينة ملقا
مدينة ملقا أو بندر ملقا (يلغة الملايو)، أو بندر ملاک بالجاوية، هي عاصمة أقليم ملقا الماليزي وقد أدرجت في موقع اليونسكو للتراث العالمي جنبا إلى جنب مع جورج تاون في 7 يوليو 2008.

## المناخ
يظهر الجدول التالي التغييرات المناخية على مدار السنة لمدينة ملقا:
| البيانات المناخية لـمدينة ملقا                              | البيانات المناخية لـمدينة ملقا | البيانات المناخية لـمدينة ملقا | البيانات المناخية لـمدينة ملقا | البيانات المناخية لـمدينة ملقا | البيانات المناخية لـمدينة ملقا | البيانات المناخية لـمدينة ملقا | البيانات المناخية لـمدينة ملقا | البيانات المناخية لـمدينة ملقا | البيانات المناخية لـمدينة ملقا | البيانات المناخية لـمدينة ملقا | البيانات المناخية لـمدينة ملقا | البيانات المناخية لـمدينة ملقا | البيانات المناخية لـمدينة ملقا |
| الشهر                                                       | يناير                          | فبراير                         | مارس                           | أبريل                          | مايو                           | يونيو                          | يوليو                          | أغسطس                          | سبتمبر                         | أكتوبر                         | نوفمبر                         | ديسمبر                         | المعدل السنوي                  |
| ----------------------------------------------------------- | ------------------------------ | ------------------------------ | ------------------------------ | ------------------------------ | ------------------------------ | ------------------------------ | ------------------------------ | ------------------------------ | ------------------------------ | ------------------------------ | ------------------------------ | ------------------------------ | ------------------------------ |
| الدرجة القصوى °م (°ف)                                       | 35.2 (95.4)                    | 37.3 (99.1)                    | 37.2 (99.0)                    | 37.3 (99.1)                    | 38.0 (100.4)                   | 34.7 (94.5)                    | 35.7 (96.3)                    | 35.0 (95.0)                    | 35.6 (96.1)                    | 35.6 (96.1)                    | 34.0 (93.2)                    | 34.3 (93.7)                    | 38.0 (100.4)                   |
| متوسط درجة الحرارة الكبرى °م (°ف)                           | 31.4 (88.5)                    | 32.6 (90.7)                    | 32.6 (90.7)                    | 32.4 (90.3)                    | 31.8 (89.2)                    | 31.4 (88.5)                    | 31.0 (87.8)                    | 30.9 (87.6)                    | 31.0 (87.8)                    | 31.3 (88.3)                    | 31.0 (87.8)                    | 30.9 (87.6)                    | 31.5 (88.7)                    |
| المتوسط اليومي °م (°ف)                                      | 26.1 (79.0)                    | 26.7 (80.1)                    | 27.0 (80.6)                    | 27.0 (80.6)                    | 27.1 (80.8)                    | 26.8 (80.2)                    | 26.4 (79.5)                    | 26.4 (79.5)                    | 26.4 (79.5)                    | 26.4 (79.5)                    | 26.1 (79.0)                    | 26.0 (78.8)                    | 26.5 (79.7)                    |
| متوسط درجة الحرارة الصغرى °م (°ف)                           | 22.5 (72.5)                    | 22.9 (73.2)                    | 23.1 (73.6)                    | 23.4 (74.1)                    | 23.4 (74.1)                    | 23.0 (73.4)                    | 22.7 (72.9)                    | 22.7 (72.9)                    | 22.7 (72.9)                    | 22.9 (73.2)                    | 22.9 (73.2)                    | 22.6 (72.7)                    | 22.9 (73.2)                    |
| أدنى درجة حرارة °م (°ف)                                     | 19.0 (66.2)                    | 20.0 (68.0)                    | 20.0 (68.0)                    | 19.0 (66.2)                    | 20.0 (68.0)                    | 20.0 (68.0)                    | 19.0 (66.2)                    | 20.0 (68.0)                    | 21.0 (69.8)                    | 21.0 (69.8)                    | 21.0 (69.8)                    | 20.0 (68.0)                    | 19.0 (66.2)                    |
| معدل هطول الأمطار مم (إنش)                                  | 73.3 (2.89)                    | 90.9 (3.58)                    | 144.1 (5.67)                   | 197.5 (7.78)                   | 172.0 (6.77)                   | 165.8 (6.53)                   | 164.2 (6.46)                   | 164.1 (6.46)                   | 210.2 (8.28)                   | 212.9 (8.38)                   | 231.5 (9.11)                   | 123.8 (4.87)                   | 1٬950٫3 (76.78)                |
| متوسط الأيام الممطرة (≥ 1.0 mm)                             | 7                              | 7                              | 10                             | 13                             | 12                             | 10                             | 12                             | 12                             | 13                             | 14                             | 17                             | 11                             | 138                            |
| متوسط الرطوبة النسبية (%)                                   | 80                             | 79                             | 82                             | 85                             | 86                             | 86                             | 86                             | 86                             | 86                             | 86                             | 87                             | 83                             | 84                             |
| ساعات سطوع الشمس الشهرية                                    | 193.0                          | 202.5                          | 214.8                          | 207.5                          | 210.5                          | 193.9                          | 201.3                          | 191.2                          | 171.5                          | 179.6                          | 156.9                          | 166.8                          | 2٬389٫5                        |
| المصدر #1: NOAA                                             |                                |                                |                                |                                |                                |                                |                                |                                |                                |                                |                                |                                |                                |
| المصدر #2: الأرصاد الجوية الألمانية (extremes and humidity) |                                |                                |                                |                                |                                |                                |                                |                                |                                |                                |                                |                                |                                |

## توأمة
لمدينة ملقا اتفاقيات توأمة مع كل من:
- فالبارايسو
- كاشغر
- نانجينغ
- يانغتشو (2008 - )[10]
- شيراز
- زنجان
- كوالالمبور
- هورن
- لشبونة

## معرض صور

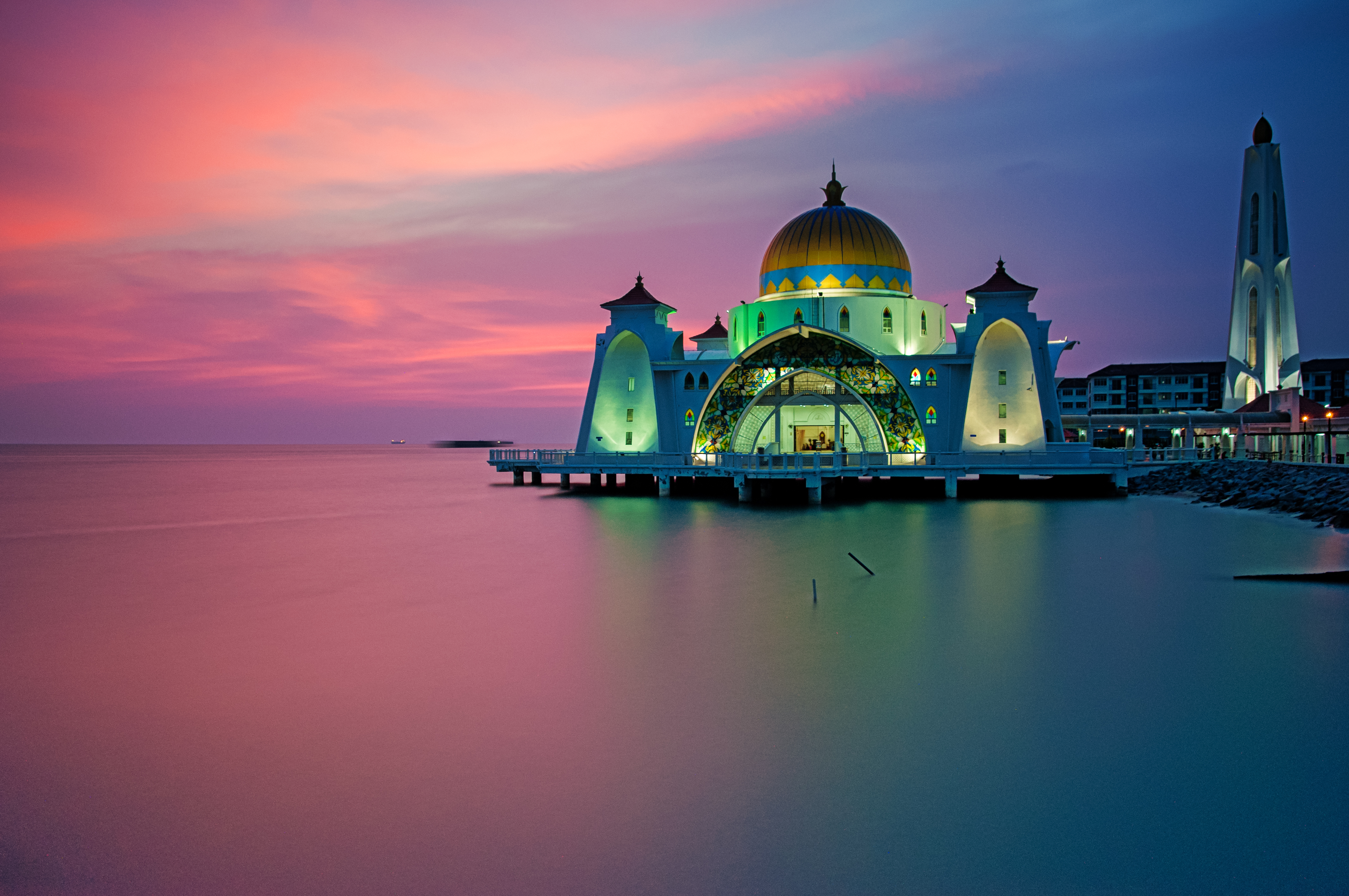
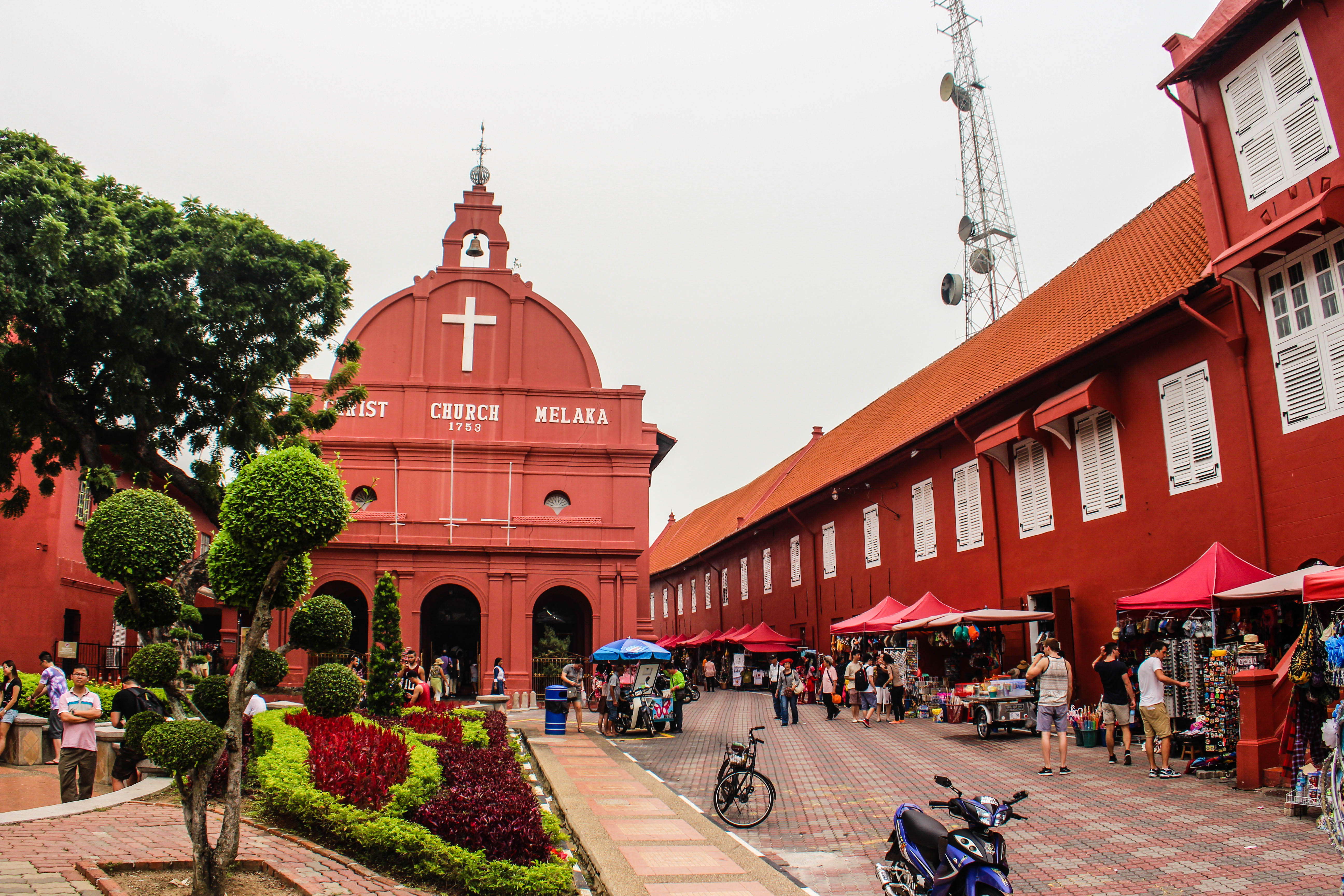
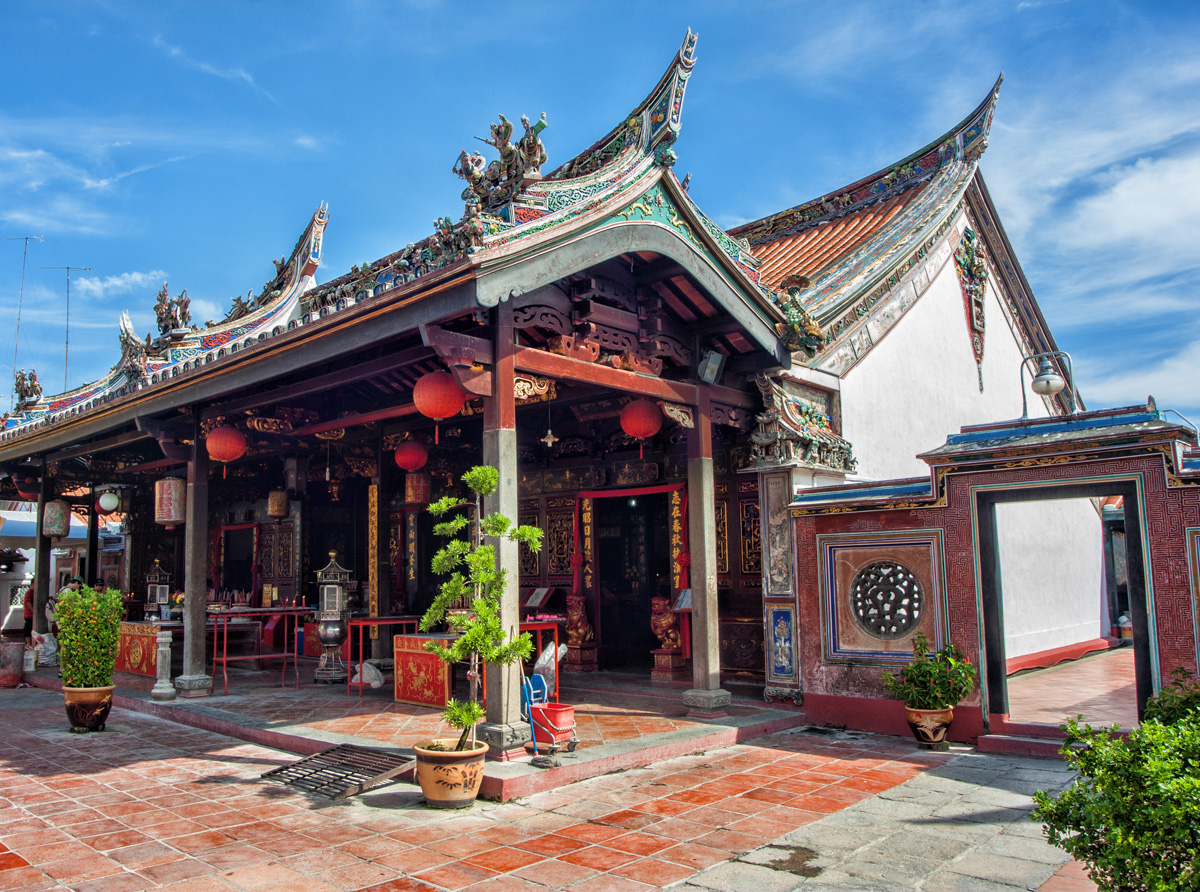
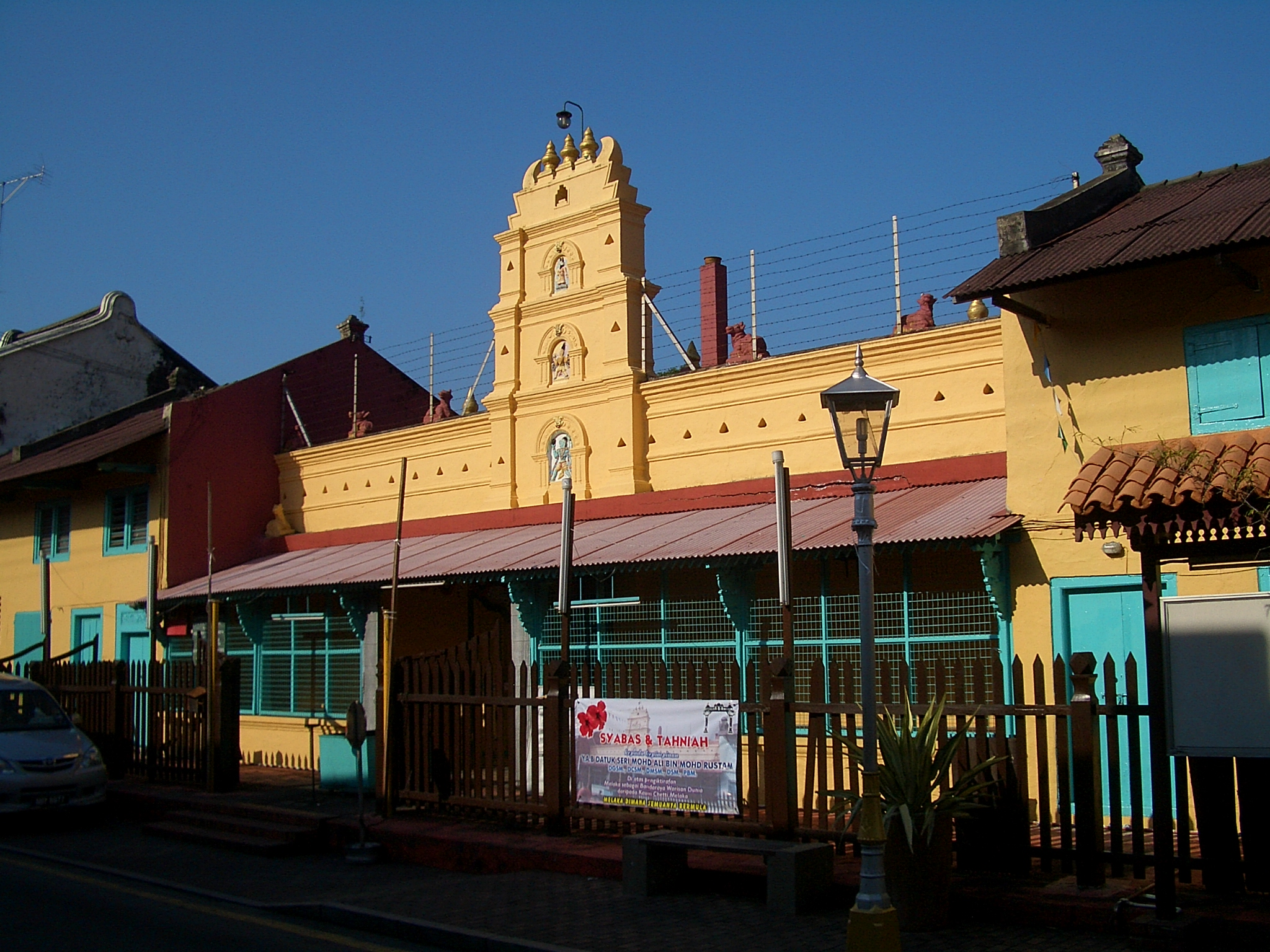

## أعلام
- عبد الله بن عبد القادر
- ديفان ناير
- ديكلان إيدج
- إسكندر شاه
- نورحافظ زماني مصباح